# Chiesa di San Giovanni Battista (Legnica)

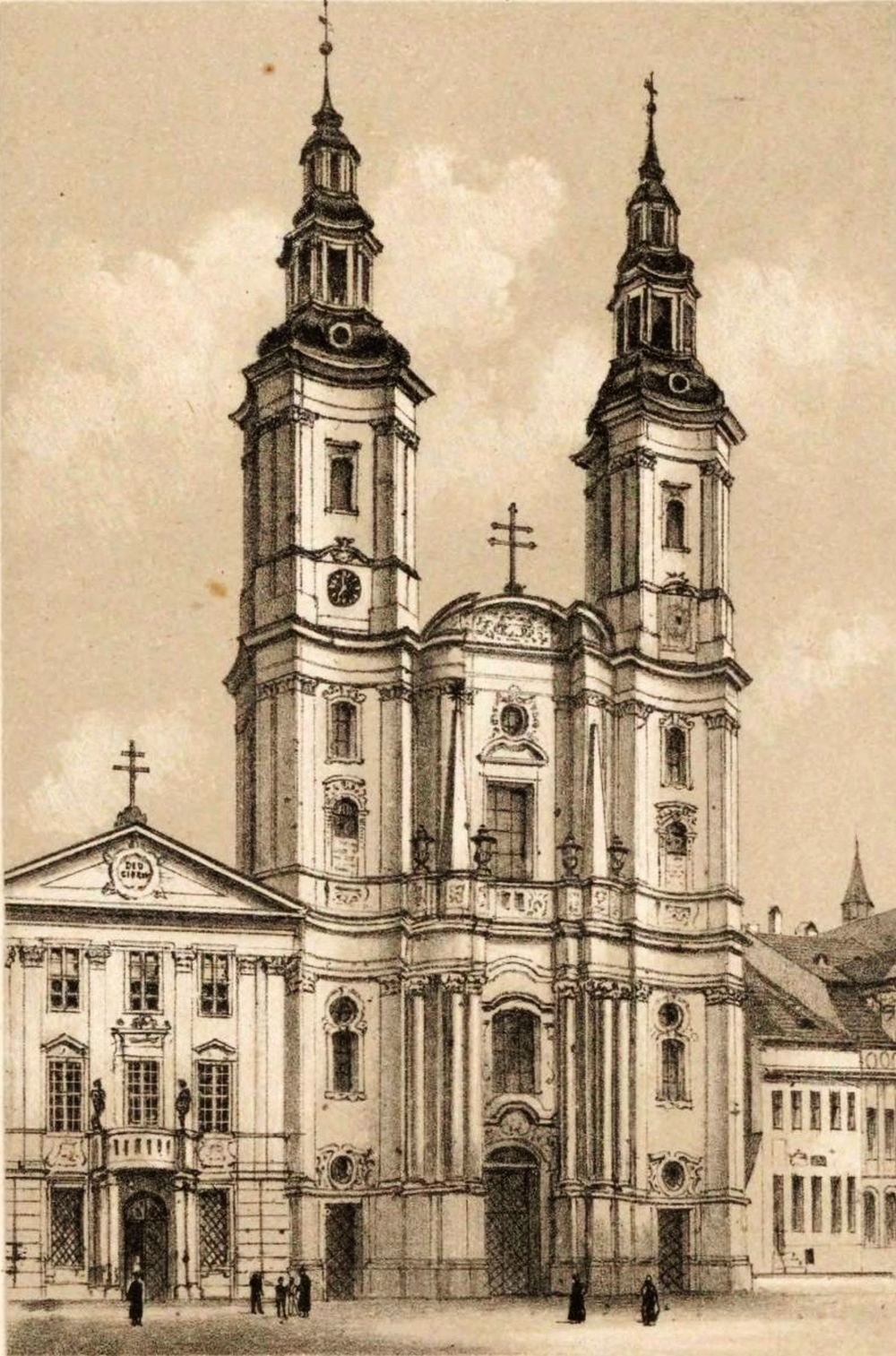
Chiesa di San Giovanni Battista a Legnica: una litografia di Robert Geissler, ca. 1866-1893

La chiesa di San Giovanni Battista (in polacco Kościół św. Jana Chrzciciela) è una chiesa barocca situata nella città di Legnica in Polonia. Fu edificata nella prima metà del XVIII secolo.

## Storia
Le origini della chiesa risalgono ai tempi del re Casimiro il Restauratore. Successivamente, nel 1284, la chiesa divenne proprietà dei Francescani mentre nel 1294 ebbe inizio la costruzione di un tempio di mattoni, finanziato dal principe Enrico V il Grasso e dai cittadini di Legnica. La chiesa venne poi ampliata nel 1341, grazie all'appoggio di Venceslao I di Legnica.
Nel 1522, i protestanti cominciarono a utilizzare la chiesa come luogo di culto e dal 1548 fu adibita anche alla sepoltura. Per questo, nell'edificio vennero trasferiti i cadaveri e le lapidi dei principi fino ad allora conservati nelle altre chiese di Legnica, demolite poi nel Cinquecento.
Nel 1566, in seguito alla conversione degli ultimi Piast di Slesia, divenne un tempio calvinista.
Tra il 1677 e il 1679 la principessa Louise von Anhalt-Dessau (madre di Giorgio Guglielmo IV, nonché ultimo Piast slesiano) fece trasformare il presbiterio nel mausoleo della propria famiglia.
Durante il periodo della Controriforma la chiesa venne affidata ai gesuiti i quali, fra il 1700 e il 1706, vi aprirono il loro collegio. Nel 1714, la struttura venne interamente demolita a causa delle cattive condizioni tranne il mausoleo dei Piast.
La costruzione dell'edificio, conosciuto com'è oggi, risale invece al periodo fra il 1714 e il 1727 e, inizialmente, era parte del collegio dei Gesuiti. La chiesa venne gravemente danneggiata nel 1744, quando il tetto e la volta di una navata crollarono a causa di un errore di costruzione. La chiesa fu ricostruita all'inizio dell'Ottocento, assumendo la funzione di parrocchia cattolica a Legnica. Nel 1947 venne ceduta, insieme agli edifici dei chiostri adiacenti, a un monastero dei francescani, i quali ne ripararono i danni causati durante la seconda guerra mondiale.
Negli anni sessanta e settanta del Novecento, il tempio subì un profondo restauro, durante il quale un incendio bruciò il tetto della torre occidentale, ricostruito nel 1978. Fu sempre nel corso dello stesso restauro che venne aggiunta una sagrestia più grande sul lato ovest (1969) e ristrutturato l'interno (1979).
Negli anni 1981-82 invece fu rinnovato il rivestimento dei muri e il tetto venne coperto da una lamiera di rame.

## Descrizione
L'edificio è una chiesa barocca edificata su una pianta rettangolare, con una facciata imponente comprensiva di due torri sul lato sud e di un'abside semicircolare nella parte nord. L'interno è lungo all'incirca 60 metri e largo 30, mentre l'altezza di una navata è di circa 25 metri.  L'interno dell'edificio presenta lo schema di una chiesa a sala, con file di cappelle aperte verso l'interno. L'altare maggiore della chiesa, in stile neorinascimentale, risale agli anni 1880-81 ed è accompagnato da statue e sculture settecentesche. Gli altari laterali, ubicati nelle cappelle, provengono dalle storiche chiese dei monasteri dei frati minori di San Bernardo e delle benedettine di Legnica. Il pulpito, in stile barocco, risale al Settecento mentre l'organo al 1858 e il fonte battesimale al 1912.

Contiguo alla parete orientale del tempio è l'ex presbiterio della gotica chiesa calvinista, il quale, usato nel Cinquecento come luogo di sepoltura dei Piast, fu poi convertito tra gli anni 1677-1679 in mausoleo per gli ultimi principi di Legnica-Brzeg. 

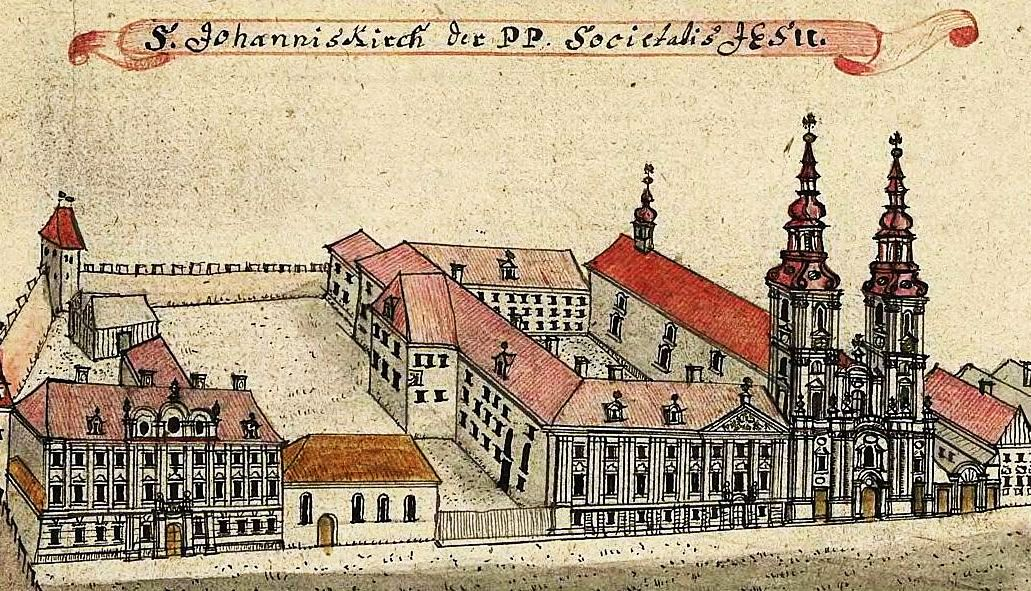
Chiesa di San Giovanni Battista e il collegio dei Gesuiti nel disegno di Friedrich Bernhard Werner, ca. 1750-1775
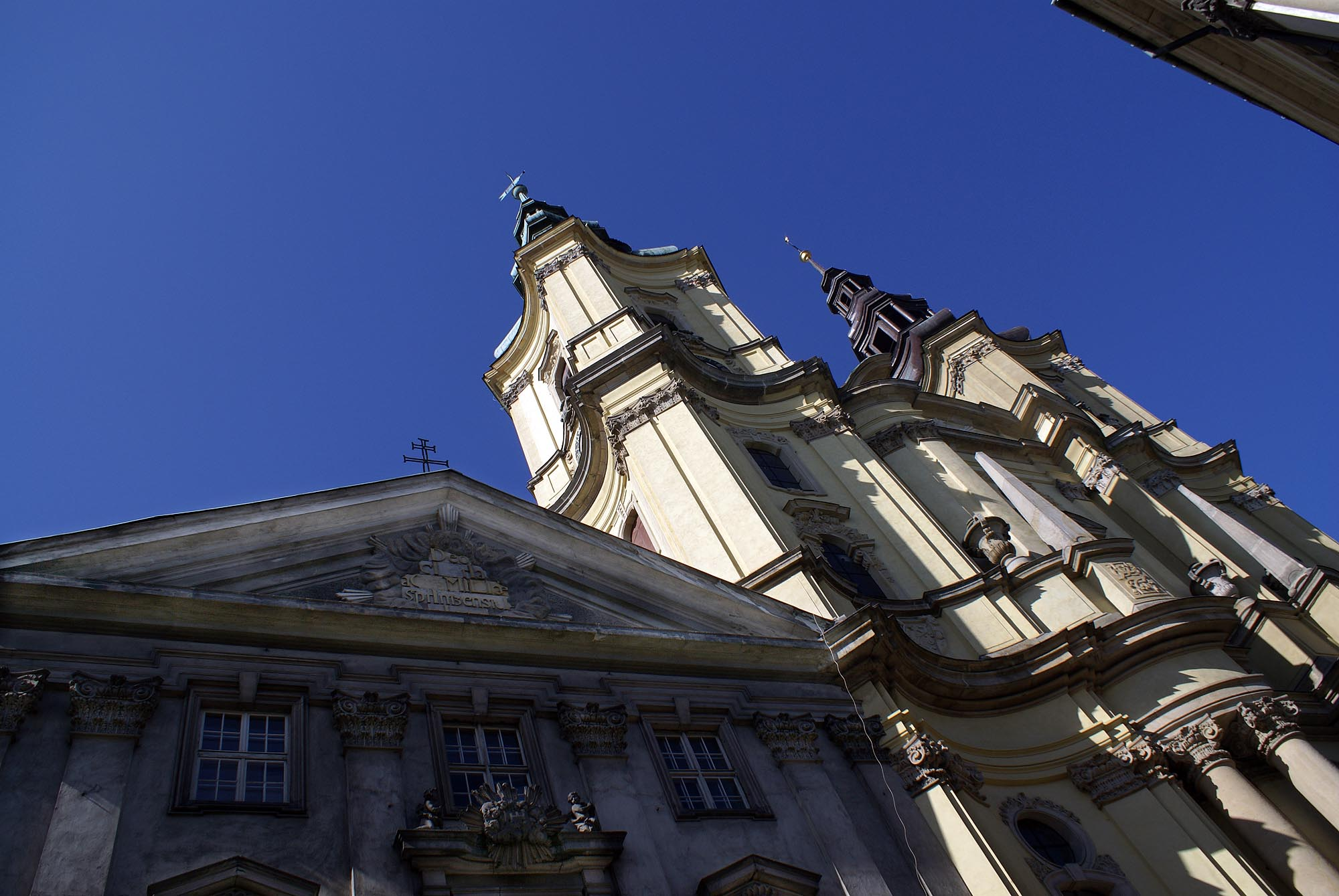
Facciata barocca del tempio: vista attuale